# Дан Халуц
Дан Халуц (на иврит: דן חלוץ) е израелски генерал.
По произход е сефарадски евреин. Неговите родители произхождат от Иран.
Роден е в Тел Авив през 1948 г. Средното си образование взема в Петах Тиква и в Холон, завършва икономика в Университета в Тел Авив.
От 1 юни 2005 г. Халуц оглавява Генералния щаб на израелската армия, преди това е начело на израелските ВВС.
Поддръжник е на плана на Ариел Шарон за изтегляне от Ивицата Газа и е първият началник на израелския генщаб, който идва от ВВС.
Халуц е семеен, с 3 деца.